# Goniothalamus mindoroensis
Goniothalamus mindoroensis este o specie de plante din genul Goniothalamus, familia Annonaceae, descrisă de Elmer Drew Merrill. Conform Catalogue of Life specia Goniothalamus mindoroensis nu are subspecii cunoscute.